# 新奧科羅區
新奧科羅區（西班牙語：Distrito de Nuevo Occoro），是秘魯的一個區，位於該國中南部萬卡韋利卡大區的萬卡韋利卡省，始建於1955年5月10日，面積211.56平方公里，海拔高度3,825米，2005年人口2,638，人口密度每平方公里12人。